# Marcelis Keldermans

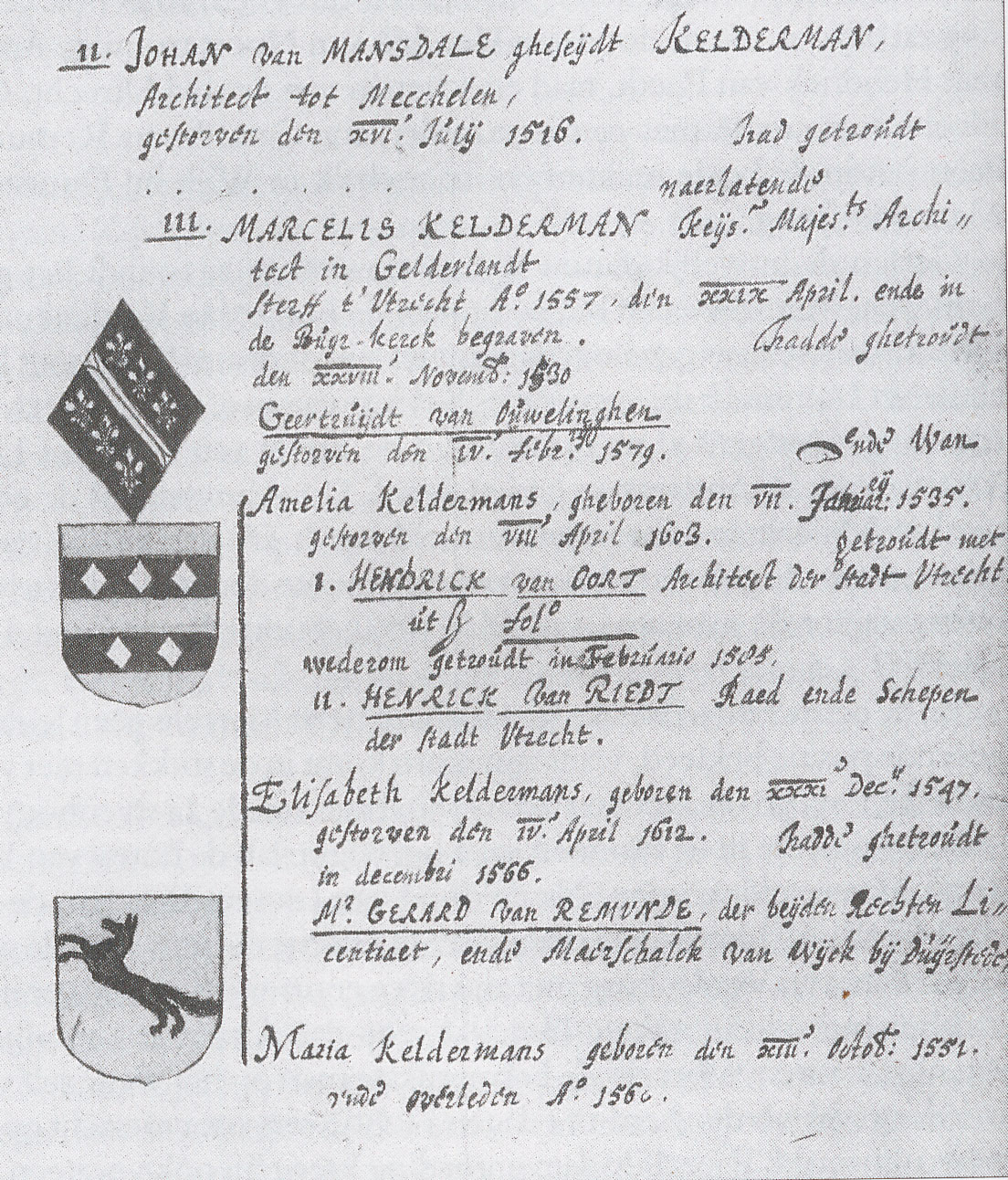
Marcelis Keldermans met wapen in een handschrift van Cornelis Booth rond 1650

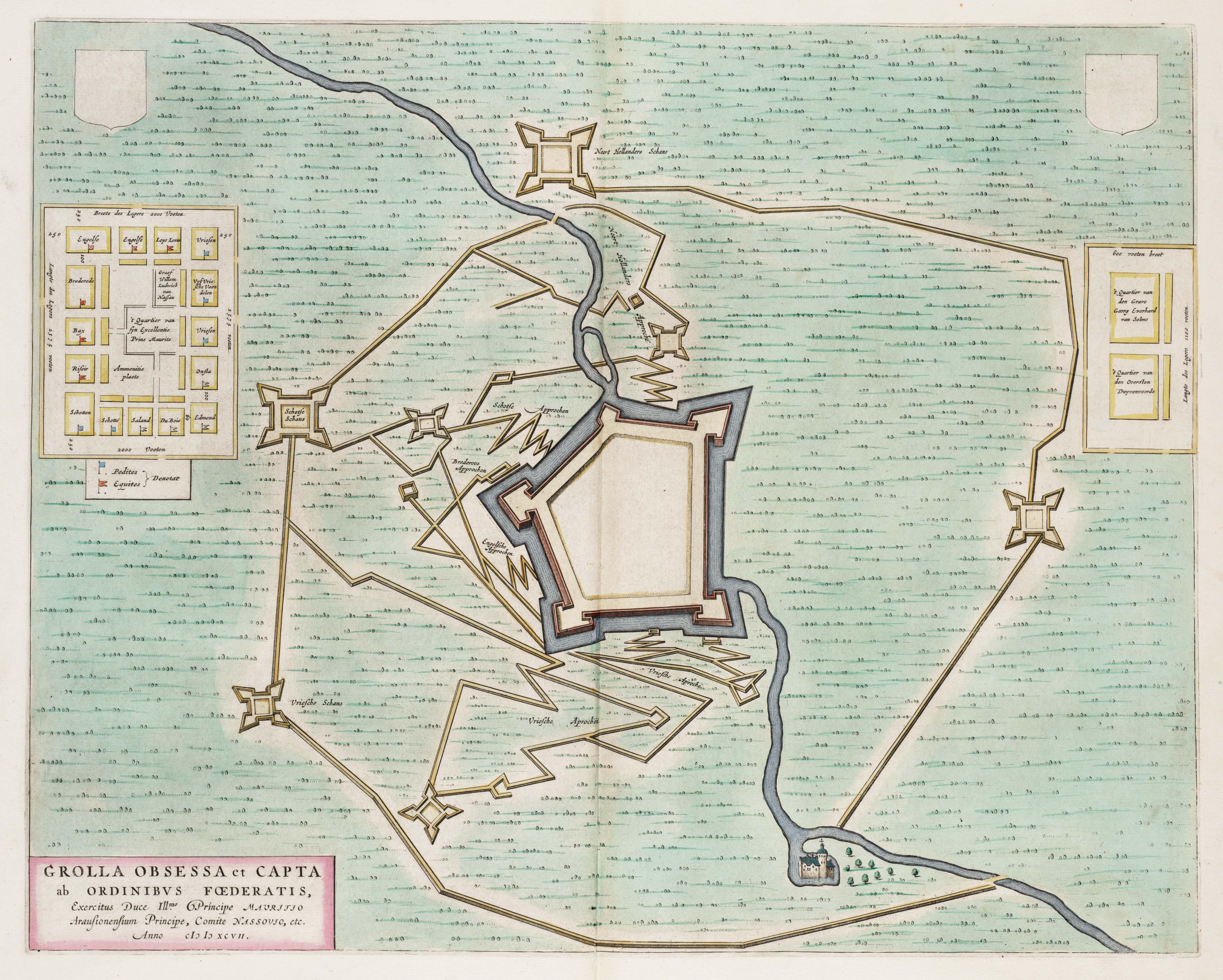
De vestingstad Groenlo in 1597

Marcelis Keldermans, ook Marcilis Keldermans (Mechelen, ca. 1500 - Utrecht, 29 april 1557) was een Brabants architect en bouwmeester, de laatste telg uit de architectenfamilie Keldermans. Zijn plaats in de stamboom is onzeker, maar hij was de zoon van Johan Van Mansdale, waarschijnlijk een minder bekende zoon van Antoon II.
Hij was samen met zijn oudoom Rombout II en oom Laurens II Keldermans in 1521-1522 betrokken bij de bouw van de Onze-Lieve-Vrouwekathedraal in Antwerpen.
In 1530 huwde Marcelis met de Utrechtse Geertruijdt van Ouwelinghen en werd woonachtig in Utrecht. Hij was, vermoedelijk als steenhouwer, samen met Laurens II rond 1530 betrokken bij de bouw van Kasteel Vredenburg in Utrecht dat in eerste instantie Rombout II als bouwmeester had. Na het overlijden van Rombout II in 1531 en Laurens II drie jaar later, werd Marcelis het enig overblijvend lid van de bouwmeestersfamilie. In 1534 kreeg hij de leiding bij de bouw van twee grote torens aan Vredenburg. In 1543 is hij nogmaals als de bouwmeester voor keizer Karel V betrokken bij dit kasteel met de verbouwing van de muren en torens. Naast zijn werkzaamheden als bouwmeester had Marcelis een handel in natuursteen en een steenhouwerij en leverde onder meer aan het kasteel. In Utrecht voerde hij verder particuliere opdrachten uit onder meer aan de Buurkerk. Samen met de Utrechtse stadsbouwmeester Willem van Noort ontwierp Marcelis in 1546 een kasteeltje in Hagestein (Hagestein II).
In 1548 heeft hij een poosje gewerkt aan het herstel van de dikke toren van het kasteel van Karel V (als hertog van Gelre) in Hattem.
In 1548 gaf Karel V hem de opdracht om de stad Groenlo te versterken met nieuwe wallen en grachten in een vijfhoekige versterking. De stad werd daarmee een van de modernste vestigingen in de Noordelijke Nederlanden en het belang hiervan zou in de Tachtigjarige Oorlog blijken In de laatste jaren van zijn leven maakte hij nog diverse reizen en inspecteerde alle fortificaties in Gelderland, Friesland, Overijssel en Lingen. In 1557 overleed Marcelis en werd begraven in de Buurkerk.
Met zijn vrouw kreeg hij drie dochters. De oudste huwde met de Utrechtse architect Hendrik van Noort, broer van de eerdergenoemde Willem van Noort.